# Humberto Zurita
Humberto Zurita Moreno (Torreón, 2 de septiembre de 1954) es un actor, productor y director de cine, televisión y teatro mexicano    

## Biografía y carrera
Forma parte de una familia numerosa de diez hermanos, él es el único actor, su hermano Gerardo Zurita es también productor de telenovelas. Tiene junto a su hermano Gerardo la compañía de producción ZUBA.

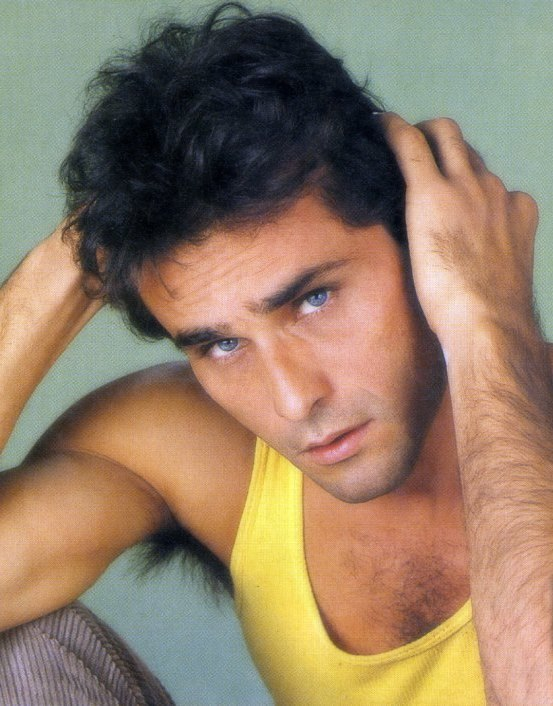
Zurita posando para una fotografía de los años ochenta.

Ya desde la preparatoria Humberto Zurita decidió incursionar en el teatro, formando parte del elenco de la ópera rock Tommy en su ciudad natal de Torreón, Coahuila donde perteneció a un grupo amateur de teatro. En el medio artístico se dio a conocer gracias a Ernesto Alonso. Llegó a la Ciudad de México en 1976 e inició sus estudios profesionales de actuación en el CUT Centro Universitario de Teatro bajo la dirección de Héctor Mendoza.
Destacó como actor de teatro en varias obras teatrales desde lo clásico como El rey Lear a modernos como Madame Butterfly o El protagonista.
En la televisión empezó su carrera con la cadena Televisa en la década de 1970 en la telenovela Muchacha de barrio compartiendo escena con Ana Martín. Su primer papel importante fue el de Alberto Limonta en El derecho de nacer en 1981. Dos años después interpretó a Eddie en la producción mexicana de P.D. Tu gato ha muerto con Manuel Ojeda. Como productor de telenovelas produjo la telenovela Cañaveral de pasiones, mejor telenovela en 1996 que hizo de Juan Soler y Patricia Navidad actores reconocidos.
En 1997 salió de Televisa para incorporarse (también con su empresa) en TV Azteca. Para dicha cadena ha producido El candidato, la primera telenovela interactiva con fuerte tema político. Ha producido también Azul tequila (con Bárbara Mori), la única telenovela exportada en el Reino Unido y La chacala (con su esposa Christian).  Para el cine mexicano ha producido películas como Bésame en la boca con la cantante Paulina Rubio.
Del 27 de junio de 2001, al 26 de junio de 2007, fungió como presidente del décimo consejo directivo de la Asociación Nacional de Intérpretes (ANDI).
Tiene dos hijos, fruto de su matrimonio con la actriz Christian Bach, Sebastián Zurita y Emiliano Zurita, también actores y productores.
Actualmente se encuentra en pareja con la actriz y cantante Stephanie Salas.

## Filmografía

### Cine

#### Como actor
- Un retrato de familia (2022) como Mariano Avendaño.
- El lamento (2016) como Carlos Luna.
- I Was There (2013) como Chacal
- Terra ribelle 2 Il nuovo mondo (2012) como Il Lupo.
- Canon (2011) como Javier Betanzos
- Terra ribelle (2010) como Il Lupo.
- Travesía del desierto (2009) como Víctor.
- Ángel caído (2009) como Caín.
- Euforia (2008) como Pat Corcoran.
- Bajo la sal (2008) como el Comandante Trujillo.
- Propiedad ajena (2007) como el Coronel Grossman.
- Morena (1994) como Carlos Narval.
- Un instante para morir (1993) como García Rojas.
- El imperio de los malditos (1993) como Güero.
- Pelo suelto (1993) como Gustavo Álvarez
- Secuestro a mano armada (1992)
- Persecución infernal (1992)
- Amor que mata (1992)
- Asalto (1991) como Andrés
- Muerte ciega (1991) como Luis
- Nacidos para morir (1991)
- Los placeres ocultos (1989)
- Diana, René, y el Tíbiri (1988)
- A la misma hora (1987) como Juan
- La furia de un dios (1987)
- Lo del Cesar (1987) como Claudio O´Riley
- Luna caliente (1985)
- De mujer a mujer (1986) como Sergio.
- El tres de copas (1986) como Damián.
- Secuestro sangriento (1985)
- El amor es un juego extraño (1984)
- Luna de sangre (1984)
- Bajo la metralla (1983) como Pedro.
- El día que murió Pedro Infante (1982) como Pablo Rueda.

#### Como productor
- Me olvidarás (2009)
- El amor de tu vida S.A. (1996)
- Bésame en la boca (1995)
- Perfume, efecto inmediato (1994)
- Educación sexual en breves lecciones (1994)
- Morena (1994)
- El tres de copas (1986)

### Televisión

#### Como actor
- Velvet: el nuevo imperio (2025) como Benjamín Márquez[2]
- Yo no soy Mendoza (2025) como Alejandro Mendoza, padre de Esteban Mendoza
- Inexplicable Latinoamérica (2022-2023) como Conductor[3][4]
- El Galán (2022) como Fabián Delmar[5]
- Cómo sobrevivir soltero (2022)[6]
- 100 días para enamorarnos (2020-2021) como Ramiro Rivera.[7]
- La querida del Centauro (2016/17) como Benedicto Suárez "El Centauro"
- El Capitán Camacho (2015) como Capitán Carlos Camacho.
- Vivir a destiempo (2013) como Rogelio Bermúdez. Villano Principal
- Terra ribelle 2 Il Nuovo Mondo (2012) como Lupo.
- La Reina del Sur  (2011-2023) como Epifanio Vargas.[8]
- Terra ribelle (2010) como Lupo.
- Secretos del alma (2008/09) como Andrés Lascuráin. Protagonista
- Operazione pilota (2007) como Alejandro Trujillo.
- Marina (2006/07) como Guillermo Alarcón.
- Los plateados (2005) como Emilio Gallardo Rivas.
- Ladrón de corazones (2003) como Antonio Vega. ✞︎ Villano Principal
- Agua y aceite (2002) como Ernesto Zamora. Protagonista
- El candidato (1999/2000) como Ignacio Santoscoy. Protagonista
- Alguna vez tendremos alas (1997) como Guillermo Lamas. Protagonista
- La antorcha encendida (1996) como Mariano Foncerrada. Protagonista
- Bajo un mismo rostro (1995) como Sebastián Obregón.
- El vuelo del águila (1994/95) como el general Porfirio Díaz.
- Televiteatros (1993)
- Capricho (1993) como Daniel Franco. Protagonista
- Al filo de la muerte (1991/92) como Francisco Riquer. Protagonista
- Encadenados (1988/89) como Germán. Protagonista
- De pura sangre (1985/86) como Alberto Salerno. Protagonista
- El maleficio (1983/84) como Jorge de Martino.
- El derecho de nacer (1981/82) como Alberto Limonta.
- Soledad (1980/81) como Fernando.
- Querer volar (1980/81) como Daniel.
- Muchacha de barrio (1979/80) como Raúl.
- Una mujer (1978) como Javier.

#### Como productor
- Sin permiso de tus padres (2002)
- Agua y aceite (2002)
- La calle de las novias (2000)
- El candidato (1999)
- Azul tequila (1998)
- Primera parte de Perla (1998/99)
- Señora (1998)
- La chacala (1997/98)
- Cañaveral de pasiones (1996)
- Bajo un mismo rostro (1995)

#### Como director
- Me olvidarás (2009)

- El candidato (1999)
- Azul tequila (1998)

### Teatro

#### Como actor
- Vámonos a la guerra (1979) bajo la dirección de Héctor Mendoza.
- El Quijote (1979) bajo la dirección de Héctor Mendoza.
- Atrapados con Christian Bach (1983).
- Un tranvía llamado Deseo (1982) con Jacqueline Andere y Diana Bracho.
- Trampa de muerte (The Dead Catch) (1984) con Manolo Fábregas.
- Madame Butterfly (M. Butterfly) (1989) con Hector Bonilla.
- El protagonista (1991) con Nuria Bages.
- El protagonista (2001) con Olivia Collins y Carmelita González.
- Pájaro Negro (Black Bird) (2008) con Kate del Castillo.
- Pájaro Negro (Black Bird) (2009) con Ana Serradilla.
- Tomar partido (Taking Sides) (2012) con Rafael Sánchez Navarro.
- Papito querido (2015) con Luz Elena González.
- Papito querido (2022-2023) con Aylin Mujica y Stephanie Salas.
- Videoteatros (TV, '"Vengan corriendo que les tengo un muerto'", 1993).

### Como productor/director
- Papito querido (2022-2023)
- Papito querido (2015)
- Aquel tiempo de campeones (2013)
- Tú tampoco eres normal (2011)
- Las arpías Segunda temporada (2011)
- Los alacranes (2010)
- Las arpías (2009)
- Pájaro negro (2008-2009)
- Severa vigilancia (2004)
- El matrimonio perjudica seriamente la salud (2003)
- El protagonista (2001)
- El beso de la mujer araña (1997)
- Trampa de muerte (1994)
- Dulce Caridad (1988)
- Atrapados (1983)

### Otras apariciones
- Estrellas de novela (2003) - Jurado[9]

## Premios y nominaciones

### Premios TVyNovelas

#### Como actor
| Año  | Categoría                  | Telenovela           | Resultado |
| ---- | -------------------------- | -------------------- | --------- |
| 1995 | Mejor actor protagónico    | El vuelo del águila  | Ganador   |
| 1992 | Mejor actor protagónico    | Al filo de la muerte | Ganador   |
| 1989 | Mejor actor protagónico    | Encadenados          | Ganador   |
| 1986 | Mejor actor protagónico    | De pura sangre       | Ganador   |
| 1984 | Mejor villano              | El maleficio         | Ganador   |
| 1983 | Mejor revelación masculina | El derecho de nacer  | Nominado  |

#### Como productor
| Año  | Categoría        | Telenovela            | Resultado |
| ---- | ---------------- | --------------------- | --------- |
| 1997 | Mejor telenovela | Cañaveral de pasiones | Ganador   |
| 1996 | Mejor producción | Bajo un mismo rostro  | Ganador   |

### Premios TVyNovelas (Colombia)

#### Como actor
| Año  | Categoría                       | Telenovela       | Resultado |
| ---- | ------------------------------- | ---------------- | --------- |
| 2012 | Mejor actor antagónico de serie | La reina del sur | Nominado  |

### Premios Eres

#### Como productor
| Año  | Categoría        | Telenovela            | Resultado |
| ---- | ---------------- | --------------------- | --------- |
| 1997 | Mejor telenovela | Cañaveral de pasiones | Ganador   |

### Premios Diosas de Plata
| Año  | Categoría                    | Película                       | Resultado |
| ---- | ---------------------------- | ------------------------------ | --------- |
| 2015 | Mejor co-actuación masculina | Canon                          | Nominado  |
| 2009 | Mejor actor                  | Bajo la sal                    | Nominado  |
| 1989 | Mejor actor                  | La furia de un dios            | Nominado  |
| 1985 | Mejor actor                  | El día que murió Pedro Infante | Ganador   |
| 1984 | Mejor revelación masculina   | Bajo la metralla               | Ganador   |

### Premios Ariel
| Año  | Categoría   | Cine             | Resultado |
| ---- | ----------- | ---------------- | --------- |
| 1984 | Mejor actor | Bajo la metralla | Ganador   |

### Premios ACE
| Año  | Categoría                                    | Telenovela                | Resultado |
| ---- | -------------------------------------------- | ------------------------- | --------- |
| 1999 | Productores más destacados                   | Azul tequila              | Ganador   |
| 1998 | Mejor figura internacional masculina del año | Alguna vez tendremos alas | Ganador   |
| 1985 | Mejor coactuación masculina                  | El maleficio              | Ganador   |

### People en Español
| Año  | Categoría              | Telenovela       | Resultado |
| ---- | ---------------------- | ---------------- | --------- |
| 2011 | Mejor actor secundario | La reina del sur | Nominado  |

### Premios La Maravilla
| Año  | Categoría              | Telenovela   | Resultado |
| ---- | ---------------------- | ------------ | --------- |
| 1984 | Mejor actor de reparto | El maleficio | Ganador   |

### PremiosRecordando los 80's
| Año  | Categoría                                       | Telenovela          | Resultado |
| ---- | ----------------------------------------------- | ------------------- | --------- |
| 1983 | Mejor actor revelación de la década de los 80's | El derecho de nacer | Ganador   |

### Premios de la Asociación de Cronistas y Periodistas Teatrales (ACPT)
| Año  | Categoría   | Obra de teatro | Resultado |
| ---- | ----------- | -------------- | --------- |
| 2008 | Mejor actor | Pájaro negro   | Ganador   |